# ويلهلم ويبر (عسكري)
ويلهلم ويبر (بالألمانية: Wilhelm Weber)‏ هو عسكري ألماني، ولد في 19 مارس 1918 في دتمولد في ألمانيا، وتوفي في 2 مارس 1980 في بنسهايم في ألمانيا.